# Військові округи Росії
У Російській Федерації є ряд військових округів.

2001-2010

2010-09-01

2010-12-01

2014-04-02

## Список військових округів
Із розпадом радянського режиму, Російська Федерація отримала у спадок наступну структуру військових округів:
- Ленінградський військовий округ
- Московський військовий округ
- Північно-Кавказький військовий округ
- Приволзький військовий округ
- Уральський військовий округ
- Сибірський військовий округ
- Забайкальський військовий округ
- Далекосхідний військовий округ
- Калінінградський особливий регіон

### 27 липня 1998
- Ленінградський військовий округ
- Московський військовий округ
- Північно-Кавказький військовий округ
- Приволзький військовий округ
- Уральський військовий округ
- Сибірський військовий округ
- Далекосхідний військовий округ
- Калінінградський особливий регіон

### 1 вересня 2001
- Ленінградський військовий округ
- Московський військовий округ
- Північно-Кавказький військовий округ
- Приволзько-Уральський військовий округ
- Сибірський військовий округ
- Далекосхідний військовий округ
- Калінінградський особливий регіон

### 1 вересня 2010
- Західний військовий округ
- Північно-Кавказький військовий округ
- Приволзько-Уральський військовий округ
- Сибірський військовий округ
- Далекосхідний військовий округ

### 1 грудня 2010
- Західний військовий округ Російської Федерації зі штабом в Санкт-Петербурзі
- Південний військовий округ Російської Федерації зі штабом в Ростові-на-Дону
- Центральний військовий округ Російської Федерації зі штабом в Єкатеринбурзі
- Східний військовий округ Російської Федерації зі штабом в Хабаровську

### 2 квітня 2014
Південний військовий округ був розширений для включення окупованих територій:
- Республіка Крим
- Севастополь

### 2 лютого 2023
Південний військовий округ був розширений для включення окупованих територій:
- окуповані території Донецької області
- окуповані території Луганської області
- окуповані території Запорізької області
- окуповані території Херсонської області
- окуповані території Харківської області (фактично)
- окуповані території Миколаївської області (фактично)

### 26 лютого 2024
РФ реорганізувала свою військово-адміністративну структуру та розгорнула два нових військових округи на місці ліквідованого Західного округу. Західний військовий округ в РФ був фактично розділений на два менших: Московський та Ленінградський. Натомість, Північний флот втратив статус округу. Окуповані території Донецької, Луганської, Запорізької та Херсонської областей увійшли до складу Південного округу.
Від 26 лютого РФ має поділ на п’ять військових округів: 
- Московський військовий округ
- Ленінградський військовий округ
- Південний військовий округ
- Центральний військовий округ
- Східний військовий округ

5 лютого 2025 року Військові округи позбавили статуса міжвидового обʼєднання та реорганізували їх командування в управління з метою оптимізації структури управлення армією.